# Synagoga Jeszubut Bajs Israel w Łodzi
Synagoga Jeszubut Bajs Israel w Łodzi – prywatny dom modlitwy znajdujący się w Łodzi przy ulicy Jakuba 12.
Synagoga została zbudowana około 1930 roku z inicjatywy towarzystwa Jeszubut Bajs Israel. Podczas II wojny światowej hitlerowcy zdewastowali synagogę.